# Rolf Bak
Rolf Pieter Martin (Rolf) Bak (Julianadorp, 30 oktober 1942 – Texel, 20 september 2024) was een Nederlands mariene bioloog. Hij deed onderzoek en duikwerk rond met name Curaçao en Bonaire voor Carmabi, het NIOZ en de Universiteit van Amsterdam en is de grondlegger van Nederlands onderzoek naar koraalriffen.

## Biografie
Rolf Bak deed van 1970 tot 1984 onderzoek naar koraalriffen en is de grondlegger voor dit Nederlands kwantitatief wetenschappelijk onderzoek. Hij was onderdirecteur van de Caribbean Research and Management of Biodiversity Foundation (Carmabi), dat sindsdien uitgroeide tot het lokale wetenschappelijke centrum voor koraalriffen, en publiceerde toen 24 wetenschappelijke artikelen. Met medewerkers en studenten deed hij waarnemingen en duikwerk bij met name de koraalriffen van Curaçao en Bonaire, al ging hij ook voor onderzoek naar andere delen van de wereld.
Vanaf 1985 was hij senior onderzoeker voor het Koninklijk Nederlands Instituut voor Onderzoek der Zee (NIOZ) en hield hij zich bezig met microbieel ecologisch onderzoek naar tropische koraalriffen. Dankzij zijn onderzoek groeide het NIOZ uit tot een expertisecentrum. Van 1986 tot 1990 was hij penningmeester van de  International Association for Reef Studies (ISRS).
Van 1989 tot 2007 was hij hoogleraar aan de Universiteit van Amsterdam (UvA) en ontwikkelde hij de Tropische Mariene Biologie tot een specialisatie van de universiteit. Daarnaast bleef hij werken voor het NIOZ en begeleidde hij studenten van Engelse, Duitse, Franse, Amerikaanse en andere Nederlandse universiteiten. Alleen en met anderen publiceerde hij meer dan honderd artikelen, en na zijn emeritaat nog 21 met een peerreview. Ook is hij advies en begeleiding blijven geven aan collega's en studenten wereldwijd. Van 2008 tot 2013 was hij hoofdredacteur van het vaktijdschrift Coral Reefs. In de jaren 2020 wordt Carmabi nog jaarlijks door tientallen wetenschappers en onderzoekers van het NIOZ en de UvA bezocht.
Rolf Bak werd in 1989 onderscheiden met de Curaçaose Cola Debrotprijs voor zijn grote bijdrage aan de lokale biologische kennis. In 2018 onderscheidde de International Society for Reef Science hem met de ISRS Award en riep hem tegelijk uit tot ISRS Fellow voor het leven. In 2024 werd hij benoemd tot officier in de Orde van Oranje-Nassau.
Rolf Bak overleed in september 2024 op 81-jarige leeftijd.
- International Standard Name Identifier: 0000 0003 8934 6851
- Nederlandse Thesaurus van Auteursnamen: 304340227
- Virtual International Authority File: 282732882